# لي ماينارد
لي ماينارد (بالإنجليزية: Lee Maynard)‏ (1936 - 16 يونيو 2017، ألباكركي في الولايات المتحدة)؛ روائي أمريكي.